# Мулаццо
Мулаццо (італ. Mulazzo) — муніципалітет в Італії, у регіоні Тоскана,  провінція Масса-Каррара.
Мулаццо розташоване на відстані близько 350 км на північний захід від Рима, 125 км на північний захід від Флоренції, 37 км на північний захід від Масси.
Населення — 2480 осіб (2014).

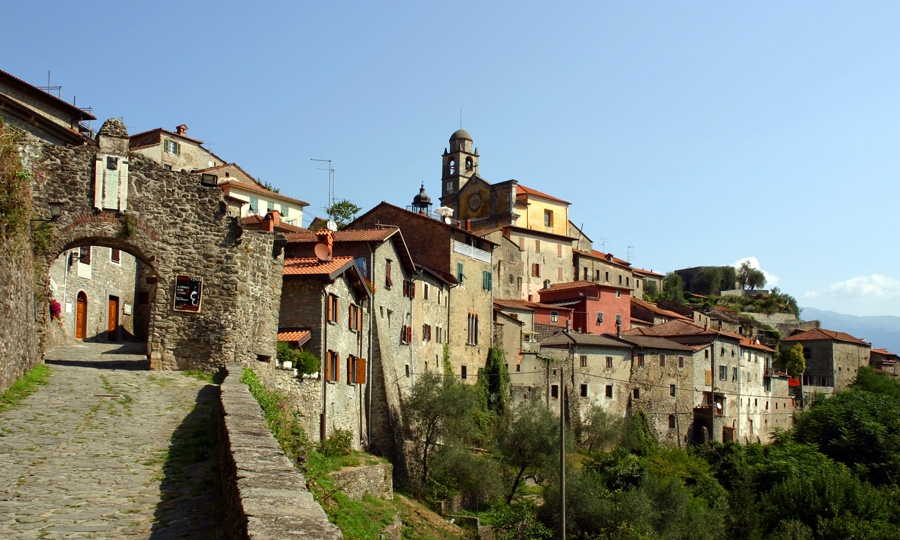

Щорічний фестиваль відбувається 11 листопада. Покровитель — святий Мартин.

## Демографія
Населення за роками:

Станом на 1 січня 2023 року в муніципалітеті офіційно проживав 171 іноземець з 34 країн, серед них 75 громадян країн Євросоюзу та 4 громадяни України.

## Сусідні муніципалітети
- Каліче-аль-Корновільйо
- Філаттієра
- Понтремолі
- Роккетта-ді-Вара
- Трезана
- Віллафранка-ін-Луніджана
- Цері